# Stelis oxypetala
Stelis oxypetala är en orkidéart som beskrevs av Rudolf Schlechter. Stelis oxypetala ingår i släktet Stelis och familjen orkidéer. Inga underarter finns listade i Catalogue of Life.